# فرودگاه آبی سودربری/آزیلدا

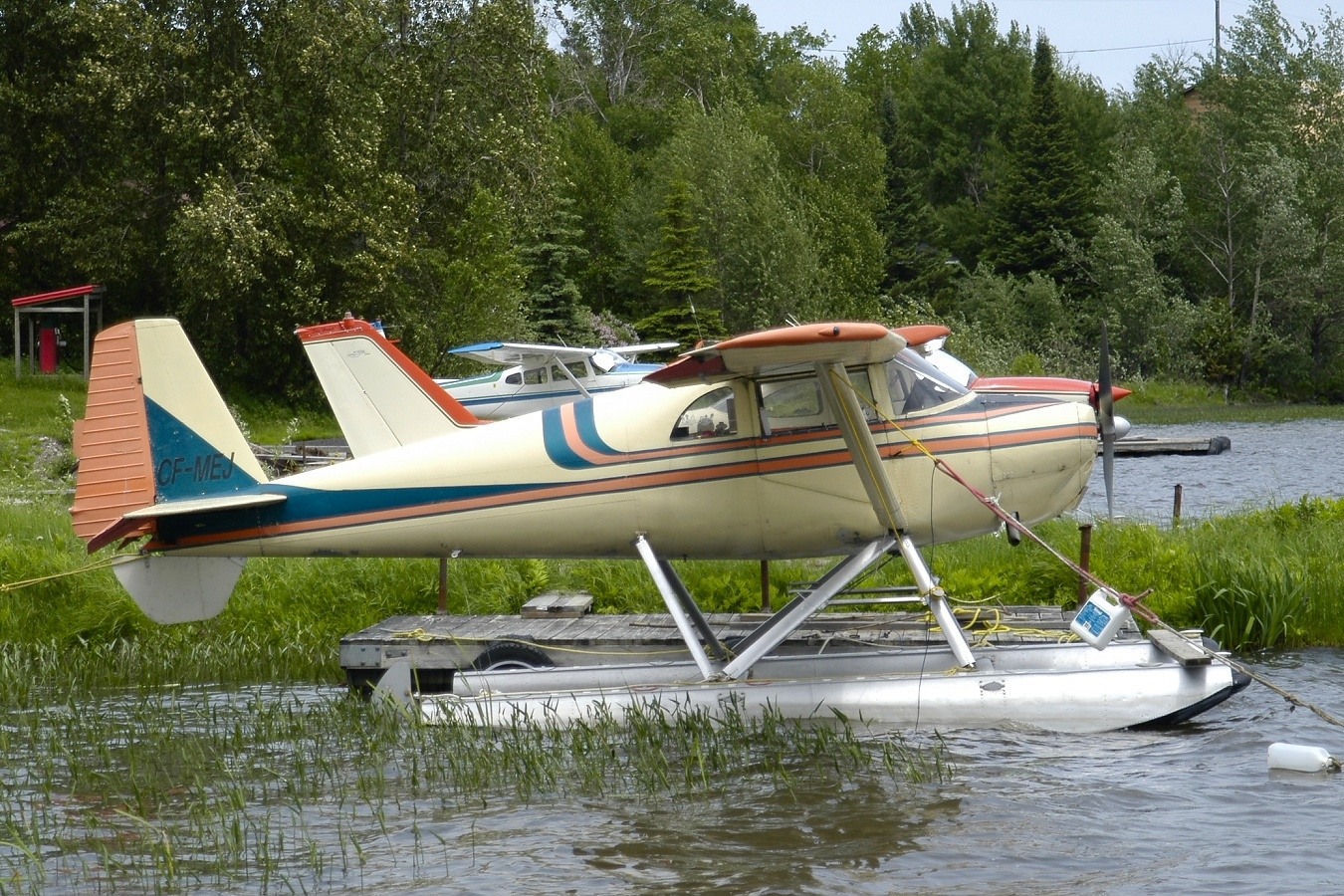
فرودگاه آبی سودربری/آزیلدا

فرودگاه آبی سودربری/آزیلدا (به انگلیسی: Sudbury/Azilda Water Aerodrome) یک فرودگاه همگانی است که یک باند فرود آب دارد. این فرودگاه در کشور کانادا قرار دارد و در ارتفاع ۲۶۵ متری از سطح دریا واقع شده است.